# Pic de l'Orri (Llavorsí)
|  | No s'ha de confondre amb Torreta de l'Orri. |

El Pic de l'Orri és una muntanya de 1.436 metres que es troba entre els municipis de Llavorsí i Tírvia, a la comarca del Pallars Sobirà.